# Yigoga goateri
Yigoga goateri là một loài bướm đêm trong họ Noctuidae.